# Панорамная живопись

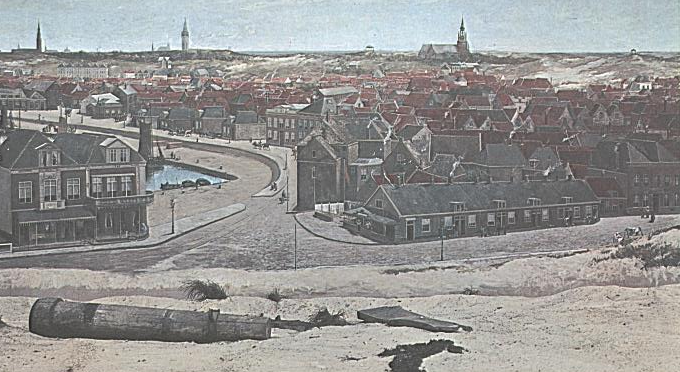
Деревня Схевенинген, деталь Панорамы Месдаха (1880–1881), с «фальшивой» местностью на переднем плане.

Панорамная живопись — композиционная разновидность изобразительного искусства, раскрывающий широкий, всеобъемлющий взгляд на определённый предмет, часто пейзаж, военную битву или историческое событие. Она стала особенно популярной в XIX веке в Европе и Соединённых Штатах Америки, вызывая сопротивление со стороны некоторых авторов романтического искусства. Некоторые из произведений дошли до наших дней и выставляются на всеобщее обозрение. Обычно панорамы демонстрировались в ротондах, чтобы зрителя, находящегося в центре круга, посетил эффект присутствия в изображаемом событии и местности, охватывающих его со всех сторон.

## Этимология
Слово заимствовано из английского, где было составлено искусственным образом из греческого pan — «все» и horama — «обзор». Буквально панорама значит «полный обзор». Слово было придумано ирландским художником Робертом Баркером в 1792 году для описания его картин Эдинбурга, нарисованных на цилиндрических поверхностях, которые он вскоре показал в Лондоне.

## История
В Китае панорамные картины являются важной частью культурного наследия и имеют форму панорамных свитков. Известным примером которых являются свитки «По реке в День поминовения усопших» и «Десять тысяч ли по реке Янцзы».

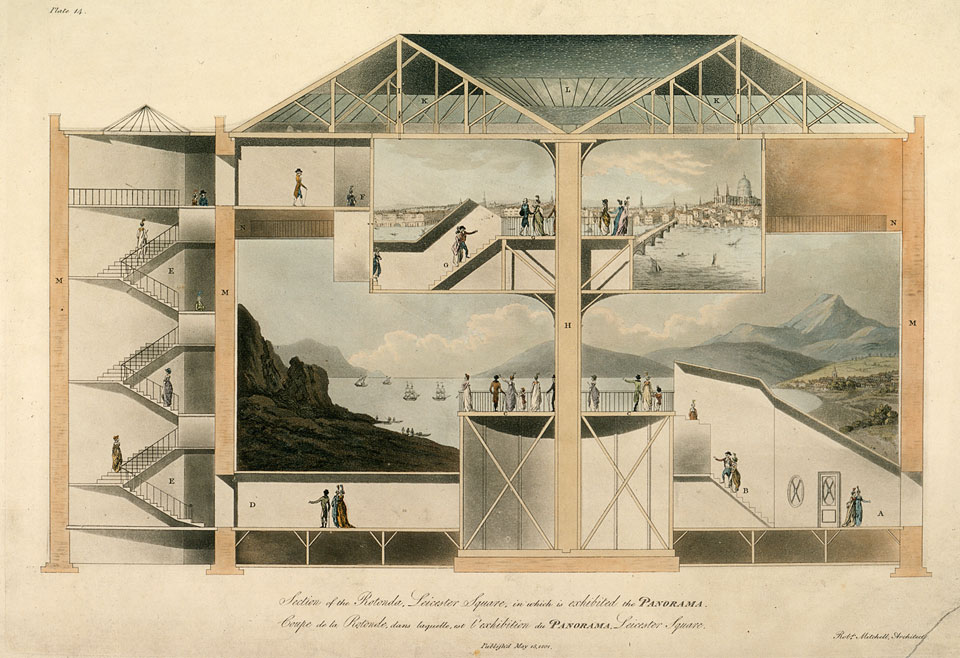
Разрез Ротонды на Лестер-сквер, на которой была выставлена панорама Лондона (1801 г.)

В 1793 году Баркер перенёс свои панорамы в первое в мире специально построенное кирпичное панно-ротонда на Лестер-сквер, что его обогатило. 

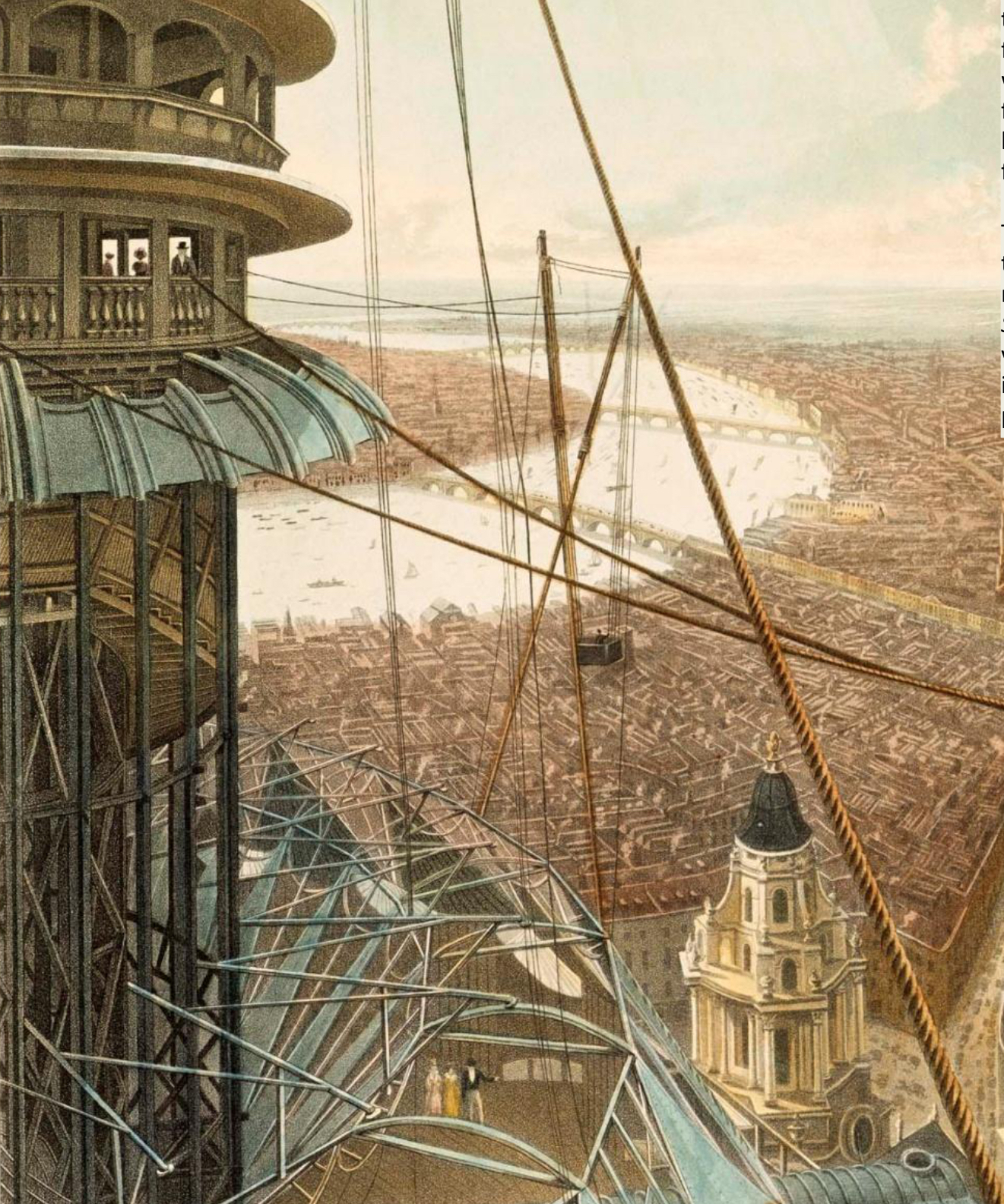
Часть картины С высоты птичьего полёта с лестницы и верхней части павильона в Колизее, Риджентс-парк (1829), цветной акватинты Рудольфа Аккермана. Иногда позиция обзора физически воссоздавалась в ротонде панорамы. Далекий образ Лондона, показанный здесь, является нарисованным фоном панорамы.

Зрители приходили, чтобы заплатив три шиллинга, постоять на центральной платформе, которая равномерно освещалась через люк на крыше, и получить «панорамный опыт» (прилагательное, которое появлялось в печати только в 1813 году). Вскоре, в 1801 году, им был придуман другой приём: «всесторонний обзор». «Панорамы Лондона Баркерса» были нарисованы как будто с крыши Альбион Миллс на Южном берегу, и посетители могли приобрести серию из шести гравюр, которые скромно напоминали об этом опыте. Отпечатки скреплённые вместе составляли в длину 3,25 метра. В свою очередь, фактическая панорама охватывала 250 м².
Несмотря на успех первой панорамы Баркера на Лестер-сквер, это не было его первой выставкой. Ещё в 1788 году Баркер продемонстрировал свою первую панораму: полукруглый вид Эдинбурга, Шотландия. Но неспособность Баркера довести изображение до полных 360 градусов разочаровала его. Чтобы реализовать свое истинное видение, Баркер и его сын Генри Астон Баркер взяли на себя задачу нарисовать сцену на Мельницах Альбиона. Первая версия того, что должно было стать первой успешной панорамой Баркера, была показана в специально построенной деревянной ротонде на заднем дворе дома Баркер и имела площадь 137 квадратных метров.
Достижения Баркера в области панорамных изображений включали в себя сложные манипуляции с перспективой, не встречавшихся у предшественников панорамы, например у широкоугольной «перспективы» города, знакомой с XVI века, или «Широкий вид Лондона с берега» Вацлава Холлара, выгравированный на нескольких смежных листах. Когда Баркер впервые запатентовал свою технику в 1787 году, он дал ей французское название: «La Nature à Coup d 'Oeil» («Природа с первого взгляда»).
Для повышения реалистичности своих сцен, Баркер приложил немало усилий. Среди приёмов, которые он применял, чтобы полностью погрузить зрителя в сцену: скрытие границ полотна, размещение опор на платформе где находилась аудитория, доступ естественного света через окна в крыше.
В ротонде можно было одновременно выставить две сцены, однако единственной для этого была ротонда на Лестер-сквер. Но дома с одиночными сценами оказались более популярными среди зрителей. Поскольку ротонда на Лестерской площади содержала две панорамы, Баркеру был нужен механизм, чтобы подготовить зрителей, своеобразное очищение ума, при перемещении с одной панорамы на другую. Для достижения этого посетители шли по тёмному коридору и поднимались по длинному лестничному пролёту, где их мысли должны были освежиться для просмотра новой сцены. Из-за огромного размера панорамы посетителям были предоставлены планы ориентации, чтобы помочь им ориентироваться в сцене. Эти карты точно определяли ключевые здания, места или события, представленные на холсте.

Чтобы создать панораму, художники по нескольку раз посещали местность, делая наброски сцен. Обычно, над проектом работала команда художников, которые специализировались на определённом аспекте картины, таком как пейзажи, люди или небо. 
Искусство изобразительной панорамы получило дальнейшее своеобразное развитие во Франции начала и середины XIX века в так называемых «живописных обоях» на бумаге, склеенных в большие панно из отдельных листов ручной печати с деревянных досок аналогично традиционной ксилографии (гравюре на дереве) с последующей раскраской и прорисовкой мелких деталей от руки. Известными производителями таких панорам были Жозеф Дюфур и Жан Зюбер.